# Lucas de Wael
Lucas de Wael (Anvers, 1591 –1661), va ser un marxant i pintor barroc flamenc.
Fill i deixeble de Jan de Wael i germà major de Cornelis de Wael, va ser batejat a l'església de Sant Andreu d'Anvers el 7 de setembre de 1591. Cap a 1613 es va traslladar a Gènova amb el seu germà Cornelis. Allà va exercir com a comerciant d'art i com a pintor, a més d'oferir la seva hospitalitat a altres pintors flamencs en viatge per Itàlia, entre ells a Anton van Dyck, qui va pintar el retrat doble dels germans ara conservat en els Museus Capitolins de Roma, sobre el qual Václav Hollar va fer un gravat anys més tard. El 1628 va retornar a Anvers, on va morir el 25 d'octubre de 1661.
Menys coneguda la seva producció pictòrica que la del seu germà Cornelis, i menys prolífic que ell, la seva especialització van ser les marines i els paisatges campestres o urbans a l'estil dels bamboccianti, com ho és la visió idealitzada de la «Piazza del Popolo» de Roma de col·lecció privada, l'única obra signada que es coneix.